# Olivia Borlée
Olivia Borlée (* 10. dubna 1986, Woluwe-Saint-Lambert, Belgie) je belgická atletka, sprinterka.

## Kariéra
V roce 2008 reprezentovala na letních olympijských hrách v Pekingu, kde společně s Hannou Mariënovou, Élodiou Ouédraogovou a Kim Gevaertovou vybojovala stříbrné medaile ve štafetě na 4×100 metrů (42,54 s). Na MS v atletice 2007 v japonské Ósace získala belgická štafeta ve stejném složení bronzové medaile.
Jejími největšími individuálními úspěchy jsou dvě stříbrné medaile z běhu na 100 a 200 metrů, které získala na evropském olympijském festivalu mládeže v Paříži v roce 2003. K úspěchům patří také 6. místo ve finále běhu na 200 metrů na ME do 23 let v roce 2007 a semifinálové účasti na evropském šampionátu v Göteborgu v roce 2006, na MS 2009 v Berlíně a na Mistrovství Evropy v atletice 2010 v Barceloně.
Její bratři, dvojčata Jonathan a Kévin se rovněž věnují atletice, především hladké čtvrtce. Jejich otec Jaques Borlée mj. získal stříbrnou medaili v běhu na 200 metrů na halovém ME 1983 v Budapešti.